# Sanya Juu
Sanya Juu est une ville en Tanzanie dans la région du Kilimandjaro,. En 2012, sa population était de 11 283 habitants.